# بیژن فاضلی
بی‍ژن فاضلی (۱۳۴۳ تهران – ۲۸ مرداد ۱۳۶۵) فرزند رضا فاضلی بود، که بر اثر بمب‌گذاری توسط عوامل جمهوری اسلامی، در تاریخ ۲۸ مرداد ۱۳۶۵ در فروشگاه خود واقع در لندن کشته شد. این بمب جهت ترور رضا فاضلی؛ بازیگر و فعال سیاسی منتقد جمهوری اسلامی کار گذاشته شده بود که به کشته شدن فرزند وی بی‍ژن منجر گردید.